# العلاقات السريلانكية القرغيزستانية
العلاقات السريلانكية القيرغيزستانية هي العلاقات الثنائية التي تجمع بين سريلانكا وقيرغيزستان.

## مقارنة بين البلدين
هذه مقارنة عامة ومرجعية للدولتين:
| وجه المقارنة                                              | سريلانكا                         | قيرغيزستان                      |
| --------------------------------------------------------- | -------------------------------- | ------------------------------- |
| المساحة (كم2)                                             | 65.61 ألف                        | 199.95 ألف                      |
| عدد السكان (نسمة)                                         | 21.44 مليون                      | 6.20 مليون                      |
| الكثافة السكانية (ن./كم²)                                 | 326.78                           | 31.01                           |
| العاصمة                                                   | سري جاياواردنابورا كوتي، كولمبو  | بيشكك                           |
| اللغة الرسمية                                             | اللغة السنهالية، اللغة التاميلية | اللغة الروسية، اللغة القيرغيزية |
| العملة                                                    | روبية سريلانكي                   | سوم قيرغيزستاني                 |
| الناتج المحلي الإجمالي (بليون دولار)                      | 87.17 مليار                      | 7.56 مليار                      |
| الناتج المحلي الإجمالي (تعادل القوة الشرائية) بليون دولار | 246.62 مليار                     | 20.45 مليار                     |
| الناتج المحلي الإجمالي الاسمي للفرد دولار أمريكي          | 3.93 ألف                         | 1.10 ألف                        |
| الناتج المحلي الإجمالي للفرد دولار أمريكي                 | 11.11 ألف                        |                                 |
| مؤشر التنمية البشرية                                      | 0.757                            | 0.655                           |
| رمز المكالمات الدولي                                      | +94                              | +996                            |
| رمز الإنترنت                                              | .lk،                             | .kg                             |
| المنطقة الزمنية                                           | ت ع م+05:30                      | ت ع م+06:00                     |

## منظمات دولية مشتركة
يشترك البلدان في عضوية مجموعة من المنظمات الدولية، منها:
| علم المنظمة | اسم المنظمة                        | تاريخ انضمام سريلانكا | تاريخ انضمام قيرغيزستان |
| ----------- | ---------------------------------- | --------------------- | ----------------------- |
|             | بنك التنمية الآسيوي                | 1966                  | 1994                    |
|             | مؤسسة التنمية الدولية              | 27 يونيو 1961         | 24 سبتمبر 1992          |
|             | يونسكو                             | 14 نوفمبر 1949        | 2 يونيو 1992            |
|             | وكالة ضمان الاستثمار متعدد الأطراف | 27 مايو 1988          | 21 سبتمبر 1993          |
|             | الأمم المتحدة                      | 14 ديسمبر 1955        | 2 مارس 1992             |
|             | الاتحاد البريدي العالمي            | ?                     | ?                       |
|             | البنك الدولي للإنشاء والتعمير      | 29 أغسطس 1950         | 18 سبتمبر 1992          |
|             | الاتحاد الدولي للاتصالات           | 1897                  | 20 يناير 1994           |
|             | منظمة حظر الأسلحة الكيميائية       | ?                     | ?                       |
|             | مؤسسة التمويل الدولية              | 20 يوليو 1956         | 11 فبراير 1993          |
|             | منظمة التجارة العالمية             | ?                     | ?                       |
|             | منظمة الشرطة الجنائية الدولية      | ?                     | ?                       |

## وصلات خارجية
- موقع وزارة الخارجية السريلانكية
- موقع وزارة الخارجية القيرغيزستانية